# 奥多摩町立古里小学校

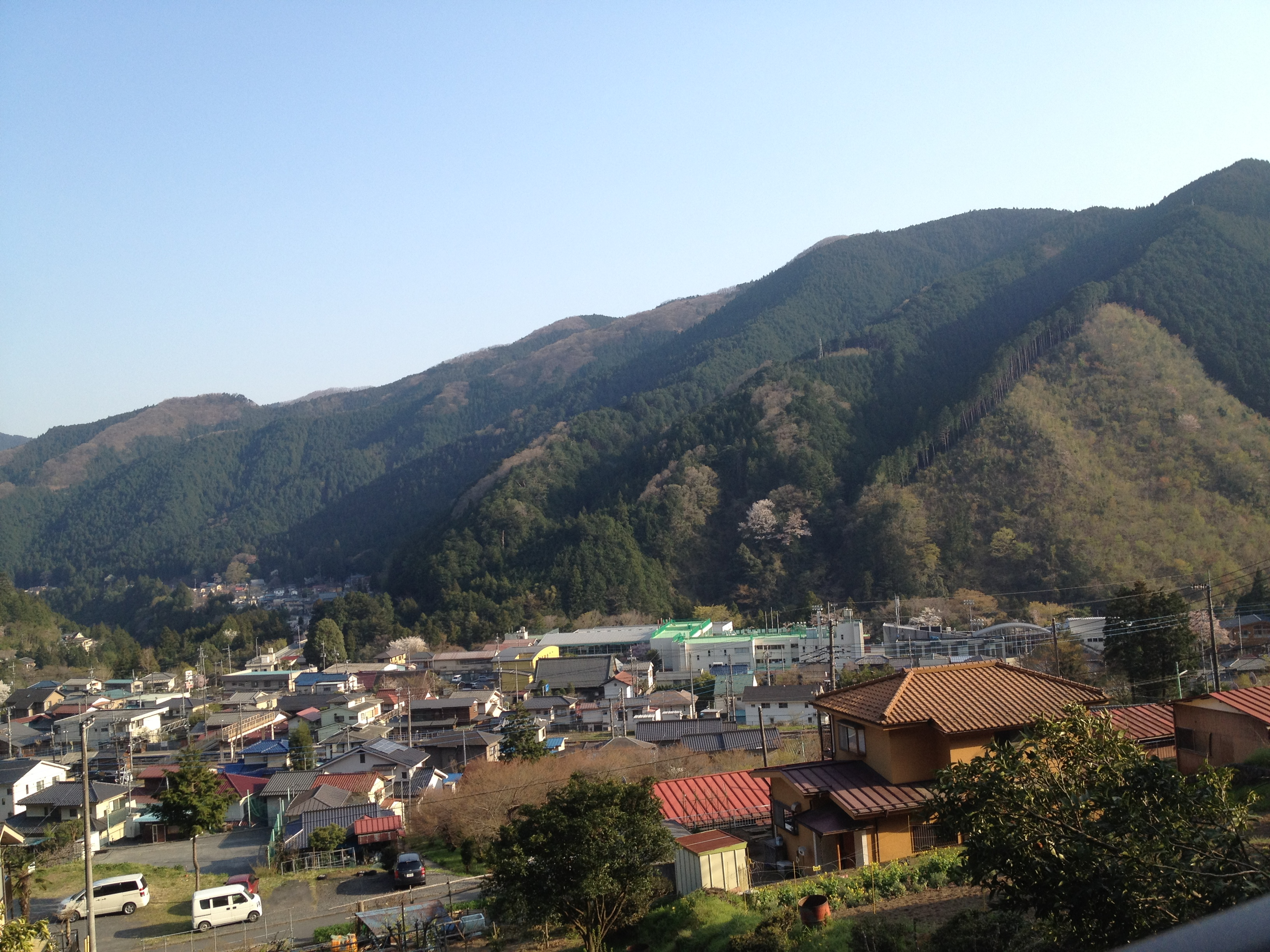
小丹波地区の高台から眺める当校

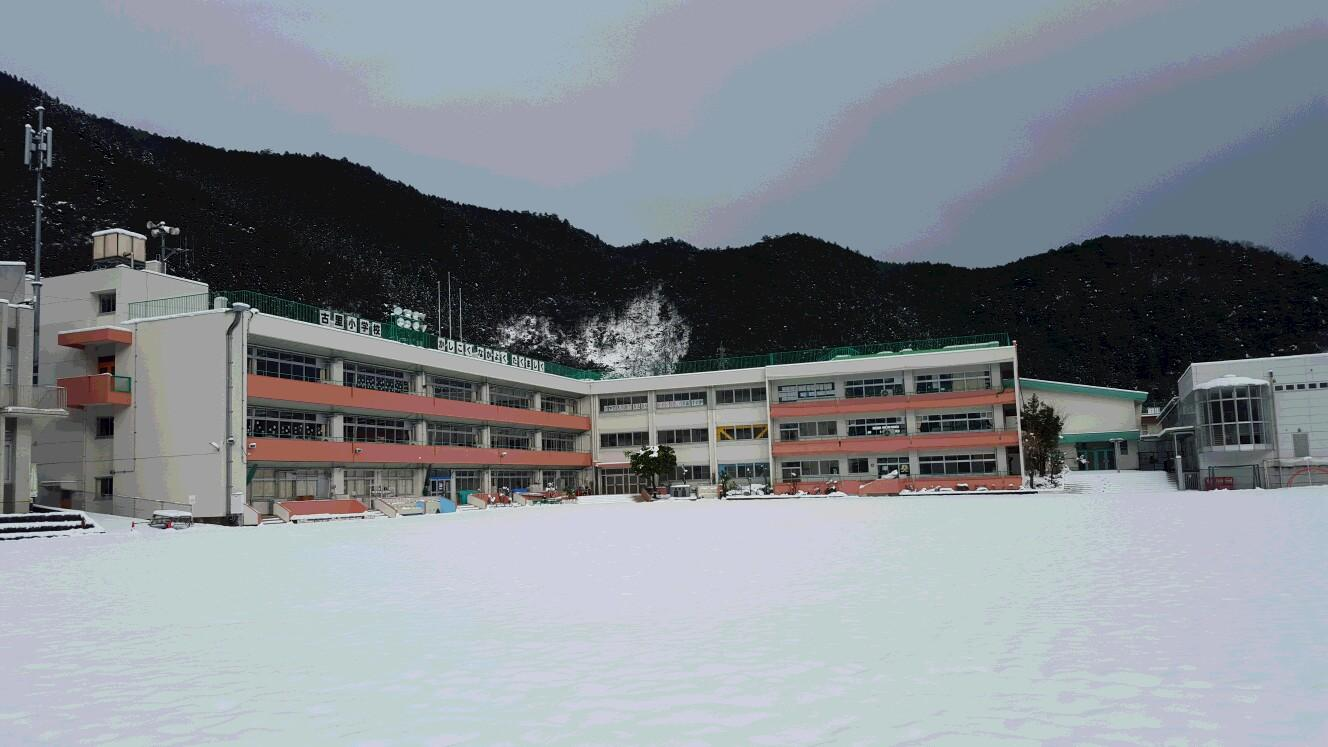
冬季の様子

奥多摩町立古里小学校（おくたまちょうりつ こりしょうがっこう）は、東京都西多摩郡奥多摩町にある公立（町立）の小学校である。

## 沿革
- 1873年（明治6年）5月 - 公立惟神学舎を小丹波西光寺に開設[1]。
- 1875年（明治8年） - 習文学校と改名[1]。
- 1876年（明治9年） - 棚沢学校を棚沢村正法院に開設[1]。
- 1877年（明治10年） - 大丹波学校を大丹波村輪光院に開設[1]。
- 1886年（明治19年） - 忠愛学校を川井村幡竜院に開設[1]。
- 1901年（明治34年）4月 - 習文、棚沢、大丹波、忠愛の4尋常小学校を合わせて古里尋常高等小学校を小丹波西光寺に設け、3つの分教場（棚沢・大丹波・川井）を置く。
- 1909年（明治42年）1月 - 小丹波に平屋建10教室の校舎竣工。
- 1913年（大正2年）9月 - 川井分教場廃止。
- 1925年（大正14年）11月 - 校舎増築（2階建・建坪260坪）。
- 1941年（昭和16年）4月 - 国民学校令により古里国民学校と改称。
- 1947年（昭和22年）4月 - 学制改革により古里村立古里小学校と改称。
- 1955年（昭和30年）4月 - 奥多摩町立古里小学校と改名。
- 1958年（昭和33年）3月 - 棚沢分校廃止。
- 1986年（昭和61年）3月 - 大丹波分校廃止。
- 1993年（平成5年）4月 - 多摩教育研究所研究協力校。
- 1995年（平成7年）4月 - 心身障害学級として「たんぽぽ学級」開設。
- 2003年（平成15年）4月 - 情緒障害学級として「ひまわり学級」開設。
- 2009年（平成21年）3月 - 「たんぽぽ学級」休級。
- 2014年（平成26年）4月 - オリンピック教育推進校。

## 歴代校長
- 初代 牧竜五郎 明治34年4月
- 2代 村桂次郎 明治38年4月
- 3代 新井鶴次郎 明治39年4月
- 4代 向井三郎 明治41年4月
- 5代 渡辺政清 明治43年4月
- 6代 亀岡長次郎 大正2年8月
- 7代 進士是隆 大正4年3月
- 8代 竹田覚藏 大正10年5月
- 9代 稲葉良仁 昭和4年4月
- 10代 内津喜久一 昭和7年5月
- 11代 志村角太郎 昭和9年8月
- 12代 小峰薫 昭和15年4月
- 13代 増岡五兵衛 昭和22年4月
- 14代 並木嶋雄 昭和28年4月
- 15代 石原駿吉 昭和35年4月
- 16代 古屋康利 昭和42年4月
- 17代 平石英男 昭和44年4月
- 18代 吉岡正之亮 昭和45年4月
- 19代 小川皓右 昭和49年4月
- 20代 友野昭夫 昭和52年4月
- 21代 中川尚利 昭和57年4月
- 22代 八木光次 昭和60年4月
- 23代 鈴木敏夫 平成2年4月
- 24代 佐々木克彦 平成6年4月
- 25代 瀬貫重人 平成11年4月
- 26代 大和田淑雄 平成16年4月
- 27代 井上英二 平成21年4月
- 28代 花輪潤一 平成26年4月
- 29代 石上和伸 平成30年4月
- 30代 拝原茂行 平成31年4月

## 交通
最寄り駅は、JR青梅線古里駅。
- 電車 - 古里駅より徒歩5分
- バス - 西東京バス「古里駅」または「古里郵便局」停留所から徒歩2分
- 自動車 - 青梅街道

## 近隣の施設など
- 多摩川
- 古里駅

古里小学校前の多摩川

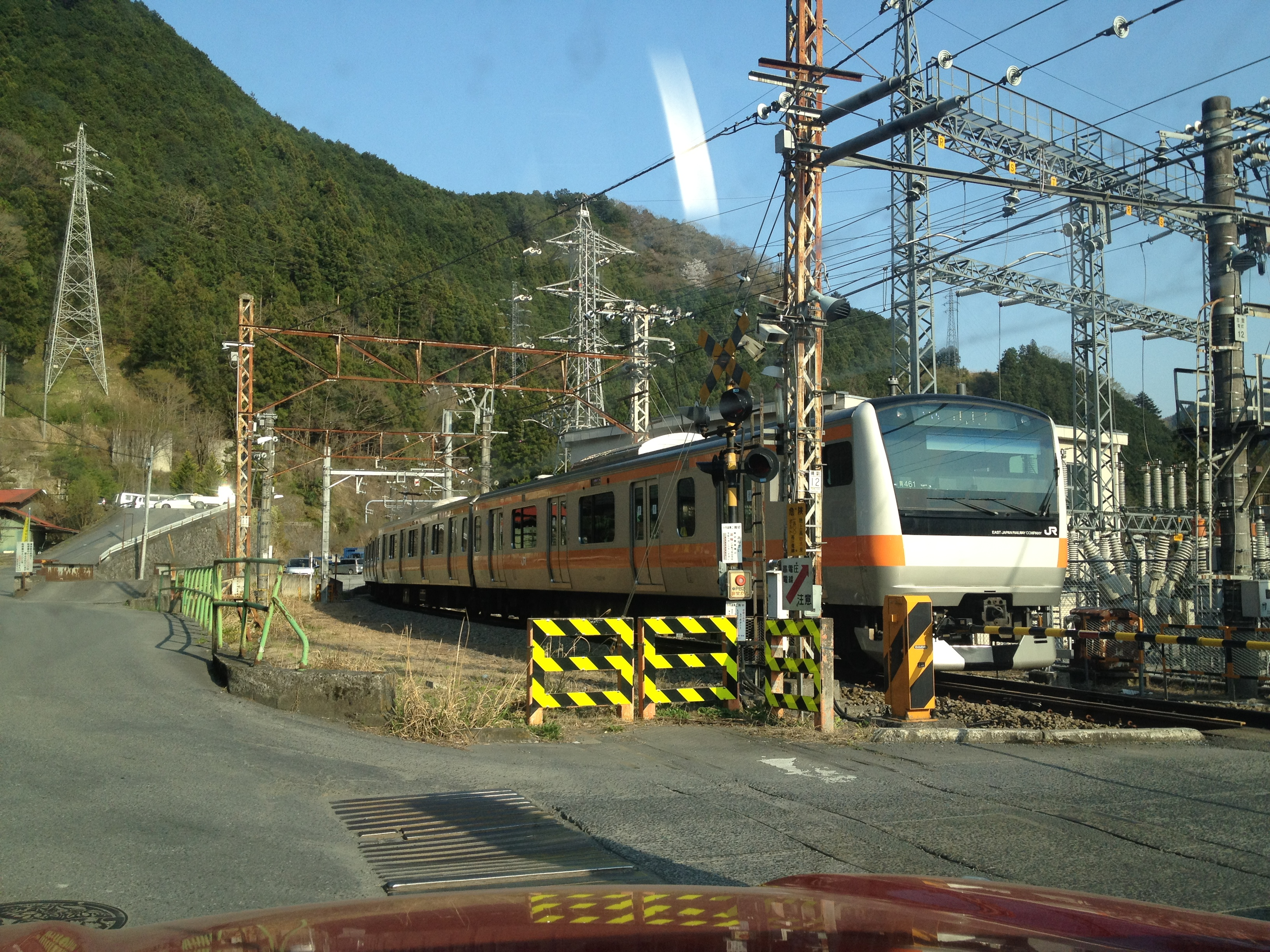
古里駅前の青梅線

- 奥多摩町立古里図書館 - 当校に隣接する公立図書館。
- 古里駐在所
- 古里保育園
- 小丹波会館
- 熊野神社

## 学区
平成26年度現在、古里小学校に通ってくる児童の学区は次のとおりである。
- 棚沢
- 寸庭
- 小丹波
- 丹三郎
- 大丹波
- 川井
- 梅澤

卒業後は、公立中学校の場合奥多摩町立古里中学校に進学。

## 著名な関係者
- 坂本龍之輔（教育者）- 元教師